# DVD±R

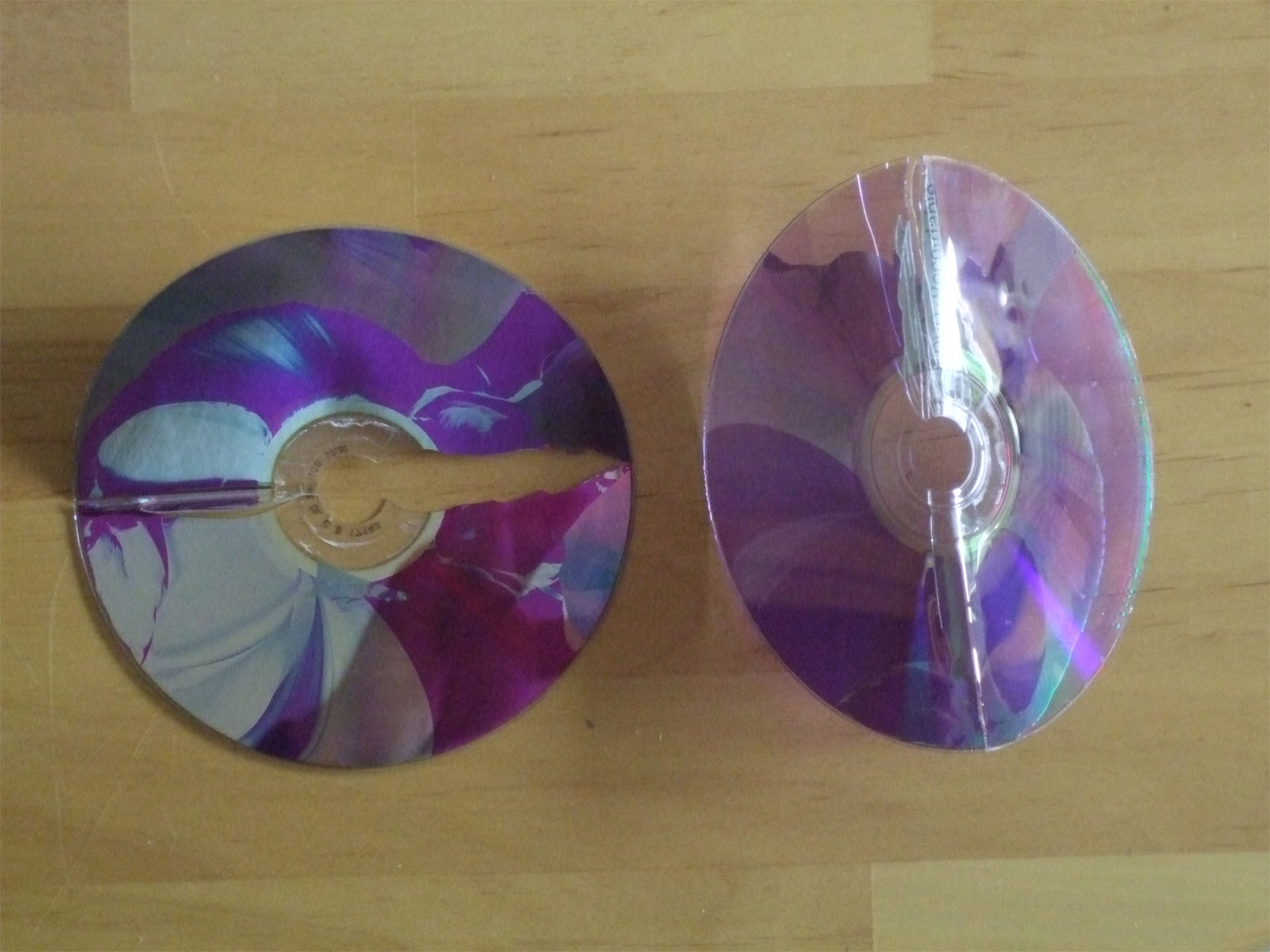

DVD±R은 별도의  DVD 포맷은 아니라, 기록 가능한 DVD 포맷인 DVD-R과 DVD+R을 모두 다 인식/처리할 수 있는 DVD 드라이브 유형에 대한 약칭이다. 비슷하게 DVD±RW는 재기록 가능한 DVD 포맷인 DVD-RW와 DVD+RW를 모두 지원하는 유형을 말한다.

## 같이 보기
- DVD
- DVD-R
- DVD+R
- DVD-RW
- DVD+RW
- DVD-RAM